# Кость инков
Кость инков (лат. os Incae) — непостоянная добавочная кость черепа человека, образующаяся в ряде случаев в результате неполного срастания верхней чешуи затылочной кости с телом затылочной кости.
Кость получила название от имени южноамериканского племени инков. В выборках черепов инков эта кость присутствовала приблизительно в 20 % случаев. В других популяциях человека встречаемость кости инков не превышает 10 %. Её формирование связано со следующими обстоятельствами. Чешуя затылочной кости формируется из четырех независимых центров окостенения, которые в процессе эмбрионального развития в большинстве случаев бесследно сливаются между собой и с телом затылочной кости. В отдельных случаях сохраняется заметный шов между чешуёй (в этих случаях называемой «костью инков») и телом затылочной кости (так называемый мендозный шов). Изредка наблюдается неполное слияние центров окостенения в зачатке чешуи затылочной кости, тогда и сама кость инков распадается на 2—4 фрагмента. Считается, что кость инков гомологична межтеменной кости (лат. os interparietale), которая в виде обособленной кости выражена в норме у некоторых млекопитающих.